# In the Dark (US-amerikanische Fernsehserie)
In the Dark ist eine US-amerikanische Krimiserie von Corinne Kingsbury, die von 2019 bis 2022 beim US-amerikanischen Fernsehsender The CW ausgestrahlt wurde. Die deutschsprachige Erstveröffentlichung erfolgt seit dem 5. März 2020 bei Joyn Plus+. Insgesamt wurden vier Staffeln und 52 Folgen der Serie produziert.

## Handlung
Murphy Mason findet eines Nachts den leblosen Körper ihres Freundes und Drogendealers Tyson Parker in einer Seitenstraße in Chicago. Da Murphy jedoch seit ihrem 14. Lebensjahr blind ist, sie an dem Abend wieder mal betrunken war und vor allem später keine Leiche gefunden wird, schenkt die Polizei ihrer Geschichte keinen Glauben. Daher stellt Murphy auf eigene Faust Ermittlungen an.

## Besetzung und Synchronisation
Die deutschsprachige Synchronisation entsteht nach den Dialogbüchern von Michael Rüth, Tanja Frank, Antigoni Loukovitou und Martina Liu sowie unter der Dialogregie von Farina Brock durch die Synchronfirma Scalamedia Studios in Berlin.
| Figur             | Darsteller        | Deutscher Sprecher | Staffeln |
| ----------------- | ----------------- | ------------------ | -------- |
| Hauptbesetzung    |                   |                    |          |
| Murphy Mason      | Perry Mattfeld    | Jacqueline Belle   | 1–       |
| Dean Riley        | Rich Sommer       | Patrick Schröder   | 1–       |
| Jess Damon        | Brooke Markham    | Maresa Sedlmeir    | 1–       |
| Max Parish        | Casey Deidrick    | Nils Dienemann     | 1–       |
| Darnell Parker    | Keston John       | Paul Sedlmeir      | 1–       |
| Felix Bell        | Morgan Krantz     | Felix Mayer        | 1–       |
| Tyson Parker      | Thamela Mpumlwana | Max Belle          | 1–       |
| Hank Mason        | Derek Webster     | Frank Schaff       | 1–       |
| Joy Mason         | Kathleen York     | Madeleine Stolze   | 1–       |
| Nebenbesetzung    |                   |                    |          |
| Vanessa           | Humberly Gonzalez | Farina Brock       | 1–       |
| Chloe             | Calle Walton      | Amelie Wick        | 1–       |
| Jules Becker      | Saycon Sengbloh   | Eva-Maria Reichert | 1–       |
| Chelsea           | Lindsey Broad     | Katharina Friedl   | 1–       |
| Det. Sarah Barnes | Ana Ayora         | Bettina Zach       | 1–       |
| Nia Bailey        | Nicki Micheaux    | Sandra Schwittau   | 1–       |
| Gene              | Matt Murray       |                    | 2–       |

## Episodenliste

### Staffel 1
Die erste Staffel wurde vom 4. April bis zum 27. Juni 2019 auf The CW ausgestrahlt. Die deutschsprachige Erstveröffentlichung erfolgte am 5. März 2020 beim deutschen kostenpflichtigen Subscription-Video-on-Demand-Angebot Joyn Plus+.
| Nr. (ges.) | Nr. (St.) | Deutscher Titel         | Originaltitel           | Erstausstrahlung (USA) | Deutschsprachige Erstausstrahlung (D) | Regie             | Drehbuch                   |
| ---------- | --------- | ----------------------- | ----------------------- | ---------------------- | ------------------------------------- | ----------------- | -------------------------- |
| 1          | 1         | Spurlos verschwunden    | Pilot                   | 4. Apr. 2019           | 5. März 2020                          | Michael Showalter | Corinne Kingsbury          |
| 2          | 2         | So ein Mütter-Ding      | Mommy Issues            | 11. Apr. 2019          | 5. März 2020                          | Brian Dannelly    | Amy Turner                 |
| 3          | 3         | Der Durchbruch          | The Big Break           | 18. Apr. 2019          | 5. März 2020                          | Norman Buckley    | Lindsay Golder             |
| 4          | 4         | Die Reifeprüfung        | The Graduate            | 25. Apr. 2019          | 5. März 2020                          | Patricia Cardoso  | Yael Zinkow                |
| 5          | 5         | Eine echte Leiche       | The Feels               | 2. Mai 2019            | 5. März 2020                          | Ingrid Jungermann | Deagan Fryklind            |
| 6          | 6         | Tyson                   | Tyson                   | 9. Mai 2019            | 5. März 2020                          | Ryan McFaul       | David Babcock              |
| 7          | 7         | Freundschaftsdienst     | The One That Got Away   | 16. Mai 2019           | 5. März 2020                          | Anna Mastro       | Ryan Knighton              |
| 8          | 8         | Sex, Lügen und Wahrheit | Jessica Rabbit          | 23. Mai 2019           | 5. März 2020                          | Kyra Sedgwick     | Eric Randall               |
| 9          | 9         | Der große Deal          | Deal or No Deal         | 30. Mai 2019           | 5. März 2020                          | Steven Tsuchida   | Kara Brown                 |
| 10         | 10        | Lockvogeltaktik         | Bait and Switch         | 6. Juni 2019           | 5. März 2020                          | Randall Zisk      | Louisa Levy                |
| 11         | 11        | Zeit des Zweifelns      | I Woke Up Like This     | 13. Juni 2019          | 5. März 2020                          | David Grossman    | Kara Brown                 |
| 12         | 12        | Beste Freunde           | Rollin' with the Homies | 20. Juni 2019          | 5. März 2020                          | Janice Cooke      | Flint Wainess, Yael Zinkow |
| 13         | 13        | Der wahre Mörder        | It's Always Been You    | 27. Juni 2019          | 5. März 2020                          | Corinne Kingsbury | Corinne Kingsbury          |

### Staffel 2
Die zweite Staffel wurde zwischen den 16. April und 9. Juli 2020 auf The CW ausgestrahlt. Die deutschsprachige Erstveröffentlichung erfolgte im Januar und Februar 2021 erneut beim deutschen kostenpflichtigen Subscription-Video-on-Demand-Angebot Joyn Plus+.
| Nr. (ges.) | Nr. (St.) | Deutscher Titel             | Originaltitel                                   | Erstausstrahlung (USA) | Deutschsprachige Erstausstrahlung (D) | Regie                                  | Drehbuch          |
| ---------- | --------- | --------------------------- | ----------------------------------------------- | ---------------------- | ------------------------------------- | -------------------------------------- | ----------------- |
| 14         | 1         | Geldwäsche für Anfänger     | All About the Benjamin                          | 16. Apr. 2020          | 11. Feb. 2021                         | John Francis Daley, Jonathan Goldstein | Corinne Kingsbury |
| 15         | 2         | Hand aufs Herz              | Cross My Heart and Hope To Lie                  | 23. Apr. 2020          | 11. Feb. 2021                         | Brian Dannelly                         | Yael Zinkow       |
| 16         | 3         | Daddys Revolver             | Son of a Gun                                    | 30. Apr. 2020          | 11. Feb. 2021                         | Ryan McFaul                            | Flint Wainess     |
| 17         | 4         | Neuer Partner               | Deal Me In                                      | 7. Mai 2020            | 11. Feb. 2021                         | Jeff Chan                              | Ryan Knighton     |
| 18         | 5         | Die unüblichen Verdächtigen | The Unusual Suspects                            | 14. Mai 2020           | 11. Feb. 2021                         | Ingrid Jungermann                      | Adrian A. Cruz    |
| 19         | 6         | Zeit für die Wahrheit       | The Truth Hurts                                 | 21. Mai 2020           | 11. Feb. 2021                         | David Grossman                         | Malarie Howard    |
| 20         | 7         | Vertrauenskrise             | The Straw That Broke the Camel's Back           | 28. Mai 2020           | 11. Feb. 2021                         | Gandja Monteiro                        | Jess Burkle       |
| 21         | 8         | Verfluchte Freundschaft     | Codependence Day                                | 4. Juni 2020           | 11. Feb. 2021                         | Steven Tsuchida                        | Amy Turner        |
| 22         | 9         | Überleben leicht gemacht    | How to Succeed in Business Without Really Dying | 11. Juni 2020          | 11. Feb. 2021                         | Clara Aranovich                        | Anna Fisher       |
| 23         | 10        | Der letzte Tanz             | The Last Dance                                  | 18. Juni 2020          | 11. Feb. 2021                         | Steven Tsuchida                        | Chelsea Taylor    |
| 24         | 11        | Schlechte Menschen          | Bad People                                      | 25. Juni 2020          | 11. Feb. 2021                         | David Grossman                         | Daniel Rogers     |
| 25         | 12        | Das Versteck                | Where Have You Ben?                             | 2. Juli 2020           | 11. Feb. 2021                         | Brian Dannelly                         | Karine Rosenthal  |
| 26         | 13        | Eine Frage der Ehre         | My Pride and Joy                                | 9. Juli 2020           | 11. Feb. 2021                         | Corinne Kingsbury                      | Yael Zinkow       |

### Staffel 3
Die dritte Staffel wurde zwischen den 23. Juni und 6. Oktober 2020 auf The CW ausgestrahlt.
| Nr. (ges.) | Nr. (St.) | Deutscher Titel | Originaltitel                            | Erstausstrahlung (USA) | Deutschsprachige Erstausstrahlung (D) | Regie                      | Drehbuch                                      |
| ---------- | --------- | --------------- | ---------------------------------------- | ---------------------- | ------------------------------------- | -------------------------- | --------------------------------------------- |
| 27         | 1         | –               | Hanging by a Thread                      | 23. Juni 2021          | –                                     | Ryan McFaul                | Corinne Kingsbury, Yael Zinkow                |
| 28         | 2         | –               | I Know What You Did Last Night           | 30. Juni 2021          | –                                     | Emmanuel Osei-Kuffour, Jr. | Corinne Kingsbury, Yael Zinkow                |
| 29         | 3         | –               | Somewhere Over the Border                | 7. Juli 2021           | –                                     | Ryan McFaul                | Corinne Kingsbury, Yael Zinkow, Ryan Knighton |
| 30         | 4         | –               | Safe and Sound                           | 14. Juli 2021          | –                                     | Emmanuel Osei-Kuffour, Jr. | Yael Zinkow, Malarie Howard                   |
| 31         | 5         | –               | Planes, Trains and Automobiles           | 21. Juli 2021          | –                                     | Annie Bradley              | Corinne Kingsbury, Anna Fisher                |
| 32         | 6         | –               | Arcade Fire                              | 11. Aug. 2021          | –                                     | Ingrid Jungermann          | Yael Zinkow, Jason Pierre                     |
| 33         | 7         | –               | Pretty in Pink                           | 18. Aug. 2021          | –                                     | Ingrid Jungermann          | Jess Burkle                                   |
| 34         | 8         | –               | Power Trip                               | 25. Aug. 2021          | –                                     | Jeff Chan                  | Corinne Kingsbury, Yael Zinkow                |
| 35         | 9         | –               | Excess Baggage                           | 1. Sep. 2021           | –                                     | Clara Aranovich            | Corinne Kingsbury, Yael Zinkow                |
| 36         | 10        | –               | Home Run                                 | 8. Sep. 2021           | –                                     | Jeff Chan                  | Corinne Kingsbury, Yael Zinkow                |
| 37         | 11        | –               | Match Point                              | 22. Sep. 2021          | –                                     | Clara Aranovich            | Yael Zinkow, Annie Hayes                      |
| 38         | 12        | –               | Do You Hear What I Hear?                 | 29. Sep. 2021          | –                                     | Steven Tsuchida            | Yael Zinkow                                   |
| 39         | 13        | –               | Expectation is the Root of All Heartache | 6. Okt. 2021           | –                                     | Steven Tsuchida            | Corinne Kingsbury                             |

### Staffel 4
Die vierte Staffel wurde zwischen den 6. Juni und 5. September 2020 auf The CW ausgestrahlt.
| Nr. (ges.) | Nr. (St.) | Deutscher Titel | Originaltitel                       | Erstausstrahlung (USA) | Deutschsprachige Erstausstrahlung (D) | Regie         | Drehbuch                      |
| ---------- | --------- | --------------- | ----------------------------------- | ---------------------- | ------------------------------------- | ------------- | ----------------------------- |
| 40         | 1         | –               | Bail's in Your Court                | 6. Juni 2022           | –                                     | Annie Bradley | Yael Zinkow                   |
| 41         | 2         | –               | No Cane Do                          | 13. Juni 2022          | –                                     | Annie Bradley | Annie Hayes                   |
| 42         | 3         | –               | If Books Could Kill                 | 20. Juni 2022          | –                                     | Dinh Thai     | Jeannine Renshaw, Nic Strain  |
| 43         | 4         | –               | Hard Pill to Swallow                | 27. Juni 2022          | –                                     | Samir Rehem   | Corinne Kingsbury             |
| 44         | 5         | –               | The Trial of Murphy Mason, Part One | 11. Juli 2022          | –                                     | Dinh Thai     | Jess Burkle                   |
| 45         | 6         | –               | The Trial of Murphy Mason, Part Two | 18. Juli 2022          | –                                     | Dinh Thai     | Jess Burkle                   |
| 46         | 7         | –               | C.I. Was Right                      | 25. Juli 2022          | –                                     | Morgan Krantz | Amy Turner, Anna Fisher       |
| 47         | 8         | –               | Tequila Mockingbird                 | 1. Aug. 2022           | –                                     | Natalia Leite | Jason Pierre                  |
| 48         | 9         | –               | Center of Gravity                   | 8. Aug. 2022           | –                                     | Chloe Sarbib  | Corinne Kingsbury             |
| 49         | 10        | –               | No Time to Spare                    | 15. Aug. 2022          | –                                     | Joey Klein    | Yael Zinkow                   |
| 50         | 11        | –               | The Deep End                        | 22. Aug. 2022          | –                                     | Samir Rehem   | Jeannine Renshaw              |
| 51         | 12        | –               | Going Up                            | 29. Aug. 2022          | –                                     | Malakai       | Yael Zinkow, Jeannine Renshaw |
| 52         | 13        | –               | Please Shine Down on Me             | 5. Sep. 2022           | –                                     | Ryan McFaul   | Corinne Kingsbury             |

## Rezeption
Auf Rotten Tomatoes erhielt die Serie eine Durchschnittsbewertung von 54 % bei den Zuschauern. Die erste Staffel erhielt bei den Kritikern eine Zustimmungsrate von 73 %. In der Internet Movie Database bewerteten mehr als 12.000 Zuschauer die Serie im Durchschnitt mit 7,5 von 10 Sternen.